# 王革冰
王革冰（1962年11月—），女，汉族，河南唐河人，中华人民共和国政治人物。1987年4月加入中国共产党。中共广西区委党校研究生学历。

## 简历
历任共青团融安县委书记、中共武宣县委组织部长、武宣县县长、象州县委书记，中共贵港市委常委、组织部长、市委副书记。2009年，任广西壮族自治区妇女联合会主席、党组书记。2017年4月，任中共钦州市委书记。同年5月18日，当选钦州市第五届人大常委会主任。
2019年12月，不再担任钦州市委书记。2020年1月，任广西壮族自治区人大常委会秘书长，至2023年1月卸任，转任广西自治区人大监察和司法委员会主任委员。